# 마산종합운동장 야구장
마산종합운동장 야구장(馬山綜合運動場 野球場)은 경상남도 창원시 마산회원구 양덕동 마산야구센터에 있는 야구장이다. 대한민국 프로야구단 NC 다이노스에서 2012년 시즌부터 2018년 시즌까지 1군 홈구장으로 사용하였으며, 2019년부터는 퓨처스팀인 창원 다이노스의 홈 구장 및 구단 전용 훈련장으로 사용하고 있다.

## 역사
1982년 당시 마산시에서 열린 전국체전 개최를 계기로 같은 해 9월 24일에 준공·개장하였으며, 개장 기념으로 첫 정식 경기이자 프로 야구 경기로 9월 26일에 롯데 자이언츠와 삼미 슈퍼스타즈의 경기가 이 곳에서 개최되었다.
개장 이래 부산광역시, 울산광역시와 경상남도를 연고로 하는 롯데 자이언츠가 부산 사직야구장에 이은 제2 홈구장으로 2010년까지 계속 사용했으며, 매년 몇 차례 롯데 자이언츠의 홈 경기가 이 곳에서 치러져 왔는데 1992년에는 미약한 경기장 사정과 적은 수익, 1997년에는 전국체전을 대비한 보수공사 관계로 프로야구 경기가 열리지 않았고 1982년 11월 12일부터 11월 14일까지 OB 베어스, MBC 청룡,  롯데 자이언츠,  삼성 라이온즈 4개 팀이 시즌 오프 성격으로 시범경기를 개최했다.
한편, 2000년에는 부산광역시에서 전국체육대회가 개최되는 바람에 그 해 롯데의 준플레이오프 1차전 홈경기를 이 곳에서 개최했다.
아울러, OB 베어스가 1985년 9월 25일부터 9월 27일까지 당시 홈 구장이었던 동대문야구장에서 황금사자기 전국고교야구대회가 열리는 바람에 임시 홈구장으로 사용했는데 이들 중 9월 25일부터 9월 26일까지는 롯데 자이언츠와 홈경기를 치렀다.
2011년 2월 8일에 KBO에 의하여 경상남도 창원시 연고의 제9구단인 NC 다이노스의 창단이 최종 승인되어 NC 다이노스가 이곳을 리모델링한 후, 마산종합운동장 부지에 새 야구장이 완공되는 2018년 10월 7일까지 홈구장으로 사용하게 되었다.
2013년 4월 2일 NC 다이노스 1군 첫 경기가 열렸다.
2016년 11월 1일 NC 다이노스가 한국시리즈에 출전하면서, 사상 처음으로 한국시리즈가 열렸다. 두산 베어스에 2패를 기록하면서, 준우승에 그쳤다.
2018년 10월 7일 롯데 자이언츠와의 경기를 마지막으로 NC 다이노스의 홈 경기장의 지위를 창원NC파크에 넘겨줬다.
창원NC파크가 개장한 후에는 NC 다이노스의 2군 팀인 창원 다이노스의 홈구장 및 구단 전용 훈련장으로 사용 중이다. 이전에는 삼성 라이온즈가 1986년, 롯데 자이언츠가 1987년과 1998년 이 곳에서 전지훈련을 치렀고 그 외에도 태평양 돌핀스가 1989년 2월 18일부터 자체홍백전 등 전술훈련을 치렀으며 빙그레 이글스가  1991년 1월 28일부터 여기서 1군 선수단 위주로 동계훈련을 했는데  당시 홈구장이었던 롯데 자이언츠 2군(오전 훈련)과  공동 사용했다.
이와 함께, 삼미 슈퍼스타즈 장명부가 최초 선발 20승(당시 1구원승 포함 21승)을 이 곳에서 1983년 7월 31일 선발승으로 기록했는데 장명부는 최초 선발 20승 뿐 아니라  첫 승(선발승)을 롯데전(4월 3일 데뷔전)에서 거둔 데다 롯데전에서만 2완봉승을 기록하는 등 1983년에 롯데 위주로 강세를 보였다.

## 내부 시설

### 시설 개선
완공 초창기에는 조명 시설이 없어 주간에만 경기를 진행할 수 있었으나, 1983년에 조명탑을 설치한 이후에는 야간 경기도 개최할 수 있게 되었다. 또한 2008년 이후 프로야구의 인기가 급상승하자 2009년에 마산시는 총 16억 5천만 원의 비용으로 3월 24일부터 대대적인 시설 개선 사업을 하였는데, 이 가운데 8억 8천만 원이 잔디 교체 사업에 쓰였다. 마산 종합운동장 야구장은 1982년 개장 이래 줄곧 천연잔디만 사용해 왔으나, 우천시 배수가 원활히 이루어지지 않아 물이 경기장에 고이는 등의 현상이 발생하자 이를 인조잔디로 모두 교체하고 배수 체계를 전면 개선하는 것으로 해결하였다. 인조잔디 교체 사업은 5월 31일에 완료되었으며, 나머지 비용으로는 화장실 개선 등의 관중 편의시설 개선에 사용되었다. 전광판 또한 가로 20.16m, 세로 7.20m 크기의 최신식 풀 HD LED방식으로 바뀌었다.
2012년부터 NC 다이노스에서 여기를 홈 구장으로 사용함에 따라 2011년 10월과, 2012년 시즌 종료 직후부터의 2차례로 대대적인 리모델링 공사에 들어가 익년 시즌 직전에 마무리되었다. 1군 개막에 따라 콘트리트 바닥이던 외야석이 등받이 있는 좌석으로 바뀌었고, 외야석 공사를 통해 1만 1000여석의 좌석이 8500석으로 줄어들면서 좌석 간 폭이 넓어져 쾌적한 야구 관람이 가능해졌다. 또한 국내 최초로 스탠딩 응원석이 설치되었고 및 1루 불펜에도 관람석이 설치되어 리얼한 경기 관람이 가능해졌다. 마운드 흙도 메이저 리그에서 직접 공수해 왔으며 투구 추적 시스템이 설치되어 방송 중계 뿐 아니라 선수 분석에 유용하게 사용되게 된다. 2015년 시즌 후에 다시 리모델링이 시작되어서 1루 내야석을 900석 늘린 후 좌석에 간이 테이블, 등받이와 가죽쿠션을 설치하였고, 경사도를 조정하였으며, 외야석 중간에 통로를 내어서 불편함을 줄였고, 외야 파티석을 기존의 84석에서 400석으로 늘리고, 80석의 가족석을 만들었다. 2012년 6월 29일부터 변경된 전광판 UI를 적용하였다.
2015년 외야 펜스를 교체하여 선수들의 안전을 강화하였다.
2016년 시즌을 앞두고 그라운드의 잔디를 천연잔디로 교체하는 공사를 하였다.

### 총 수용 인원
개장 이래 총 수용 가능인원은 2012년 이전까지 20,000명으로, 이는 현존하는 야구장 가운데에서 서울종합운동장 야구장, 인천SK행복드림구장, 사직야구장에 이어 대한민국에서 4번째의 규모를 보유하였다. 그러나 프로야구 경기 개최수가 연 10회 이내로 적었다는 점으로 인하여 1982년 개장 이후 좌석 및 편의시설의 개설이 제대로 이루어지지 않은 상태였다.
하지만, 2011년 프로야구 9번째 구단으로 창단한 NC 다이노스가 이 곳을 홈구장으로 사용하게 되면서 2012년, 2013년 시즌을 앞두고 대대적인 시설 개수 공사를 거듭하여 2013년 시즌이 개막한 시점을 기준으로는 14,164석으로 약 25%가량 감소하였다. 2014년에는 13,500석으로 감소하였고, 2015년에는 1루 내야석을 900석 늘리고, 외야석을 3,400석 줄이는 등의 시설 개설은 통해서 11,000석으로 좌석수가 감소한다.

## 사진

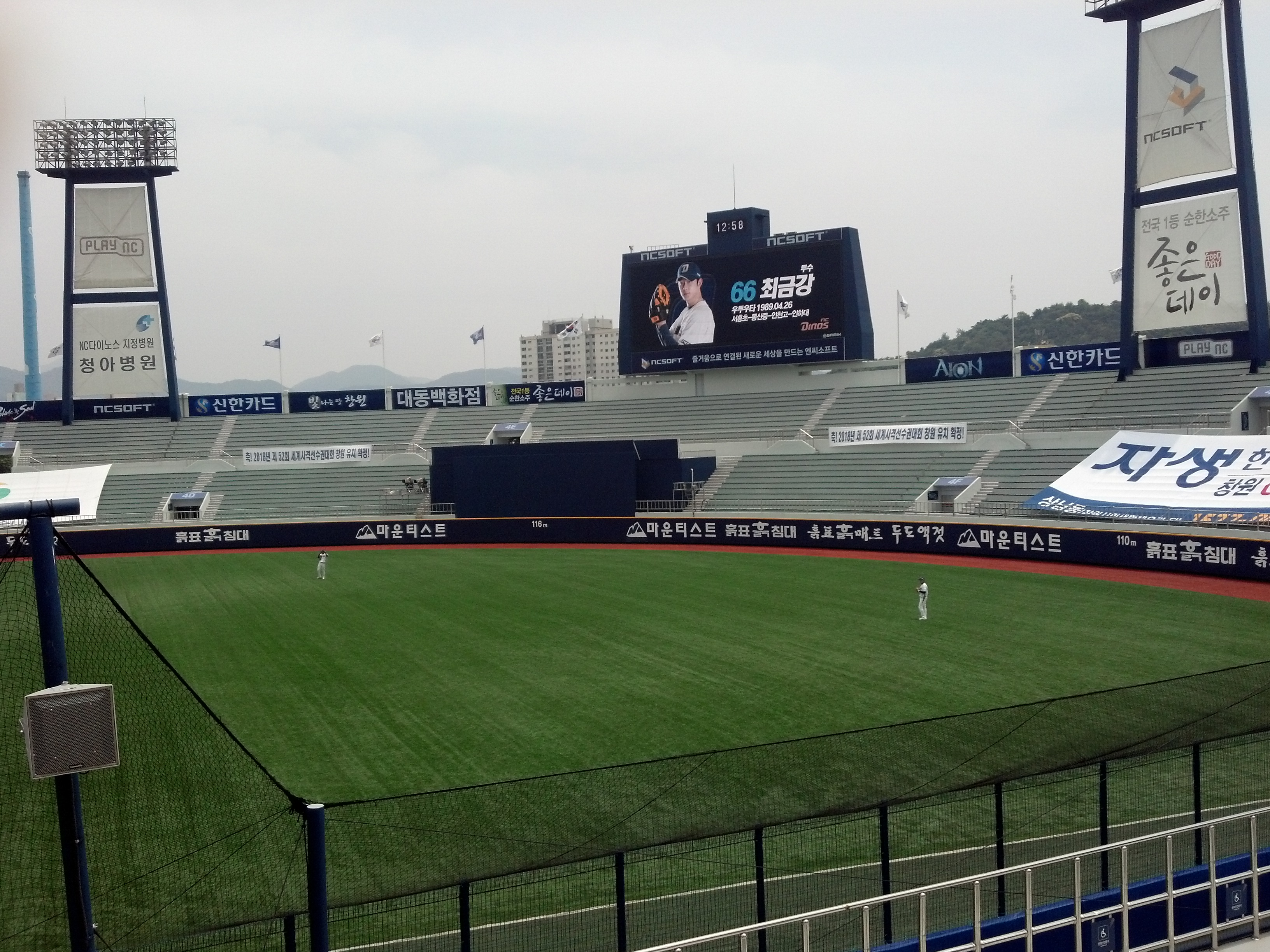
2012년 리모델링 전 외야
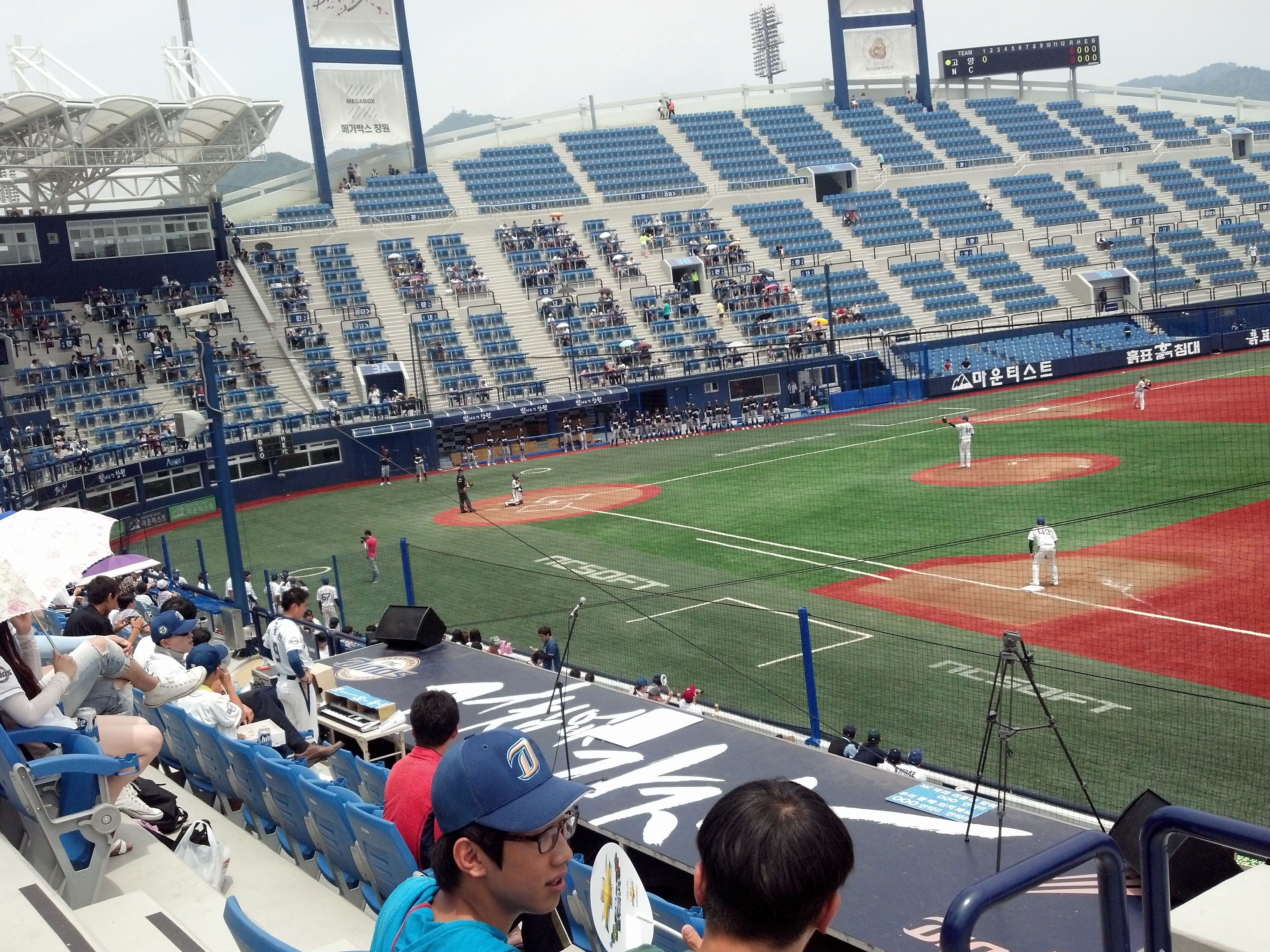
2012년 리모델링 후 내야
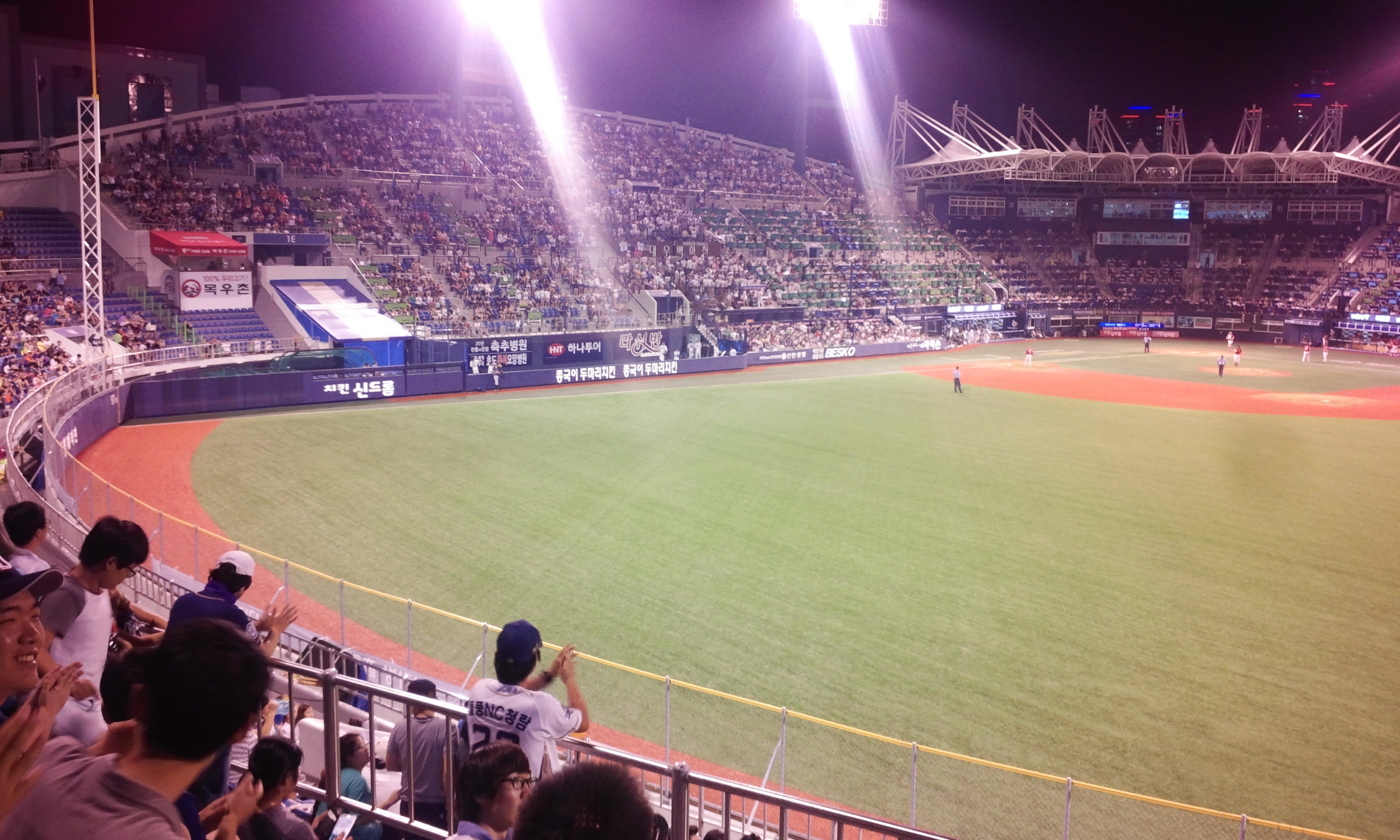
2013년 8월 25일 SK 와이번스 전 외야
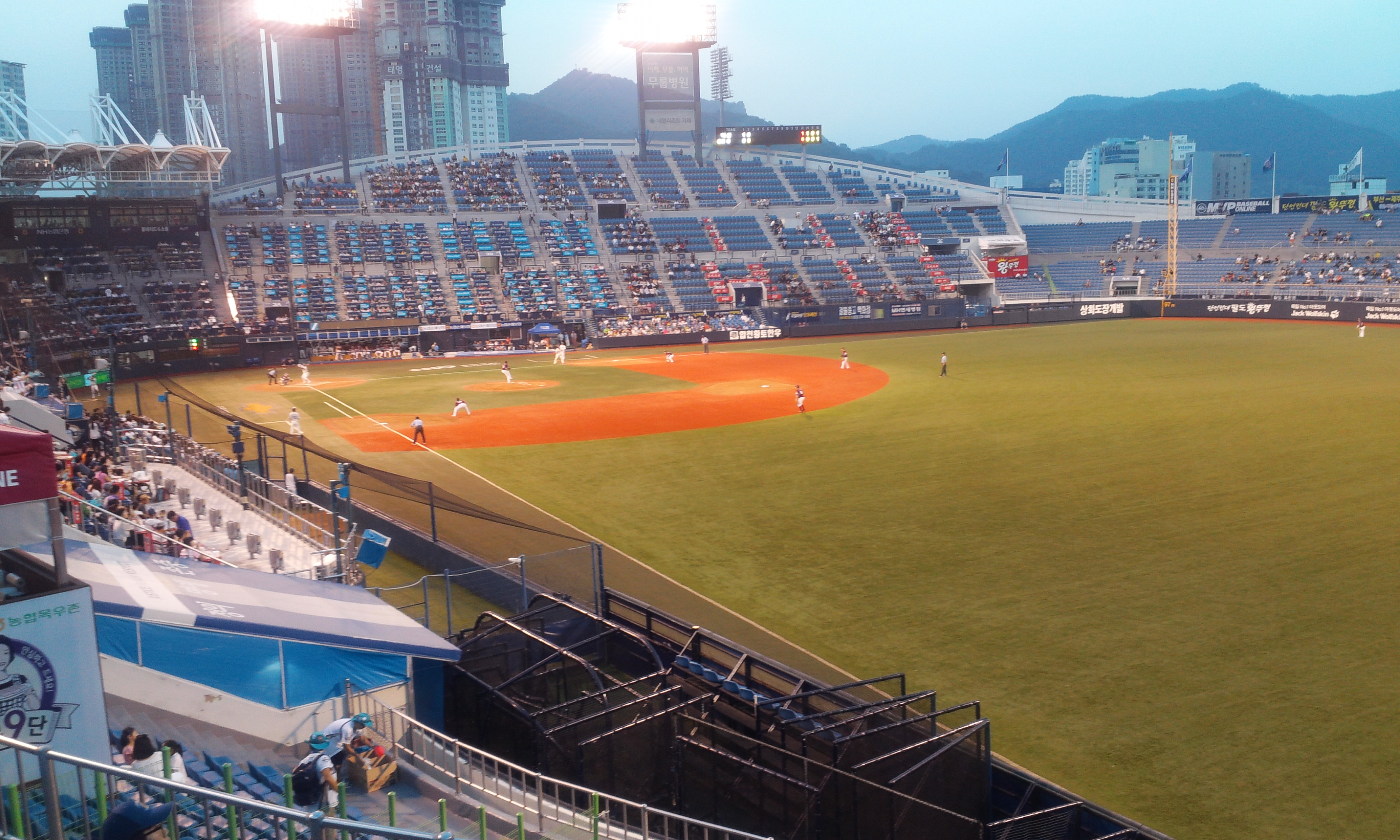
2014년 8월 22일 넥센 히어로즈 전 그라운드
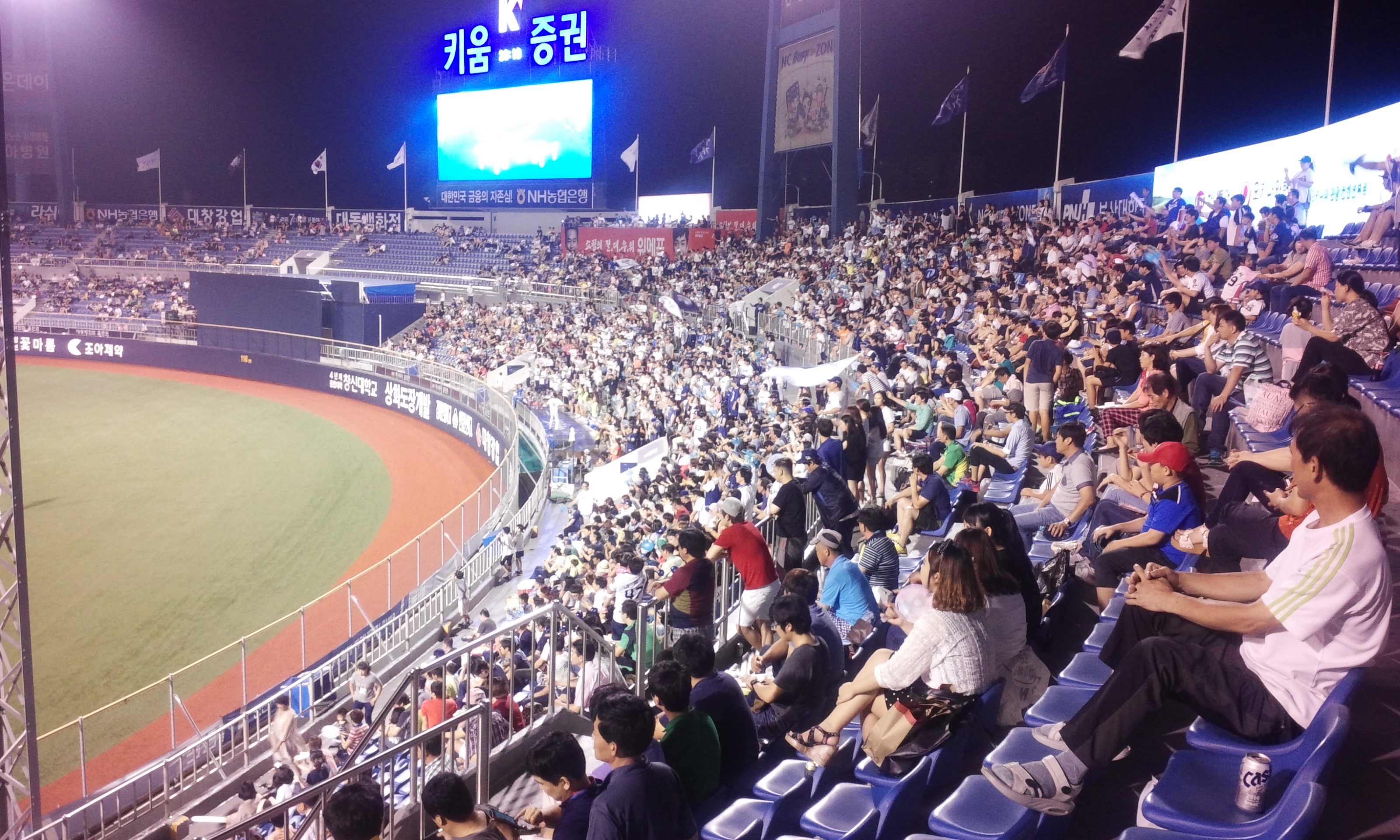
2014년 8월 22일 넥센 히어로즈 전 외야
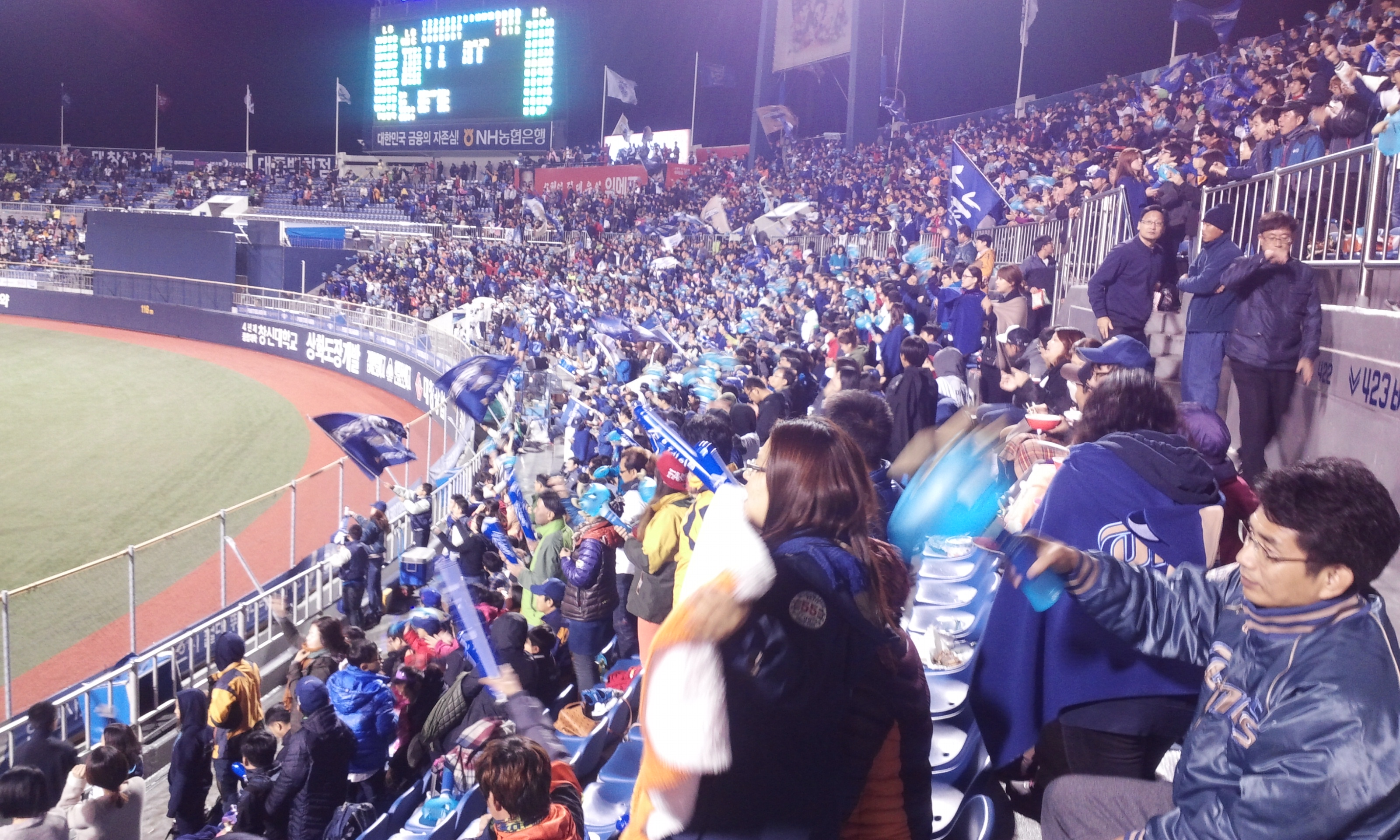
2014년 10월 22일 LG 트윈스와의 준플레이오프 2차전 외야
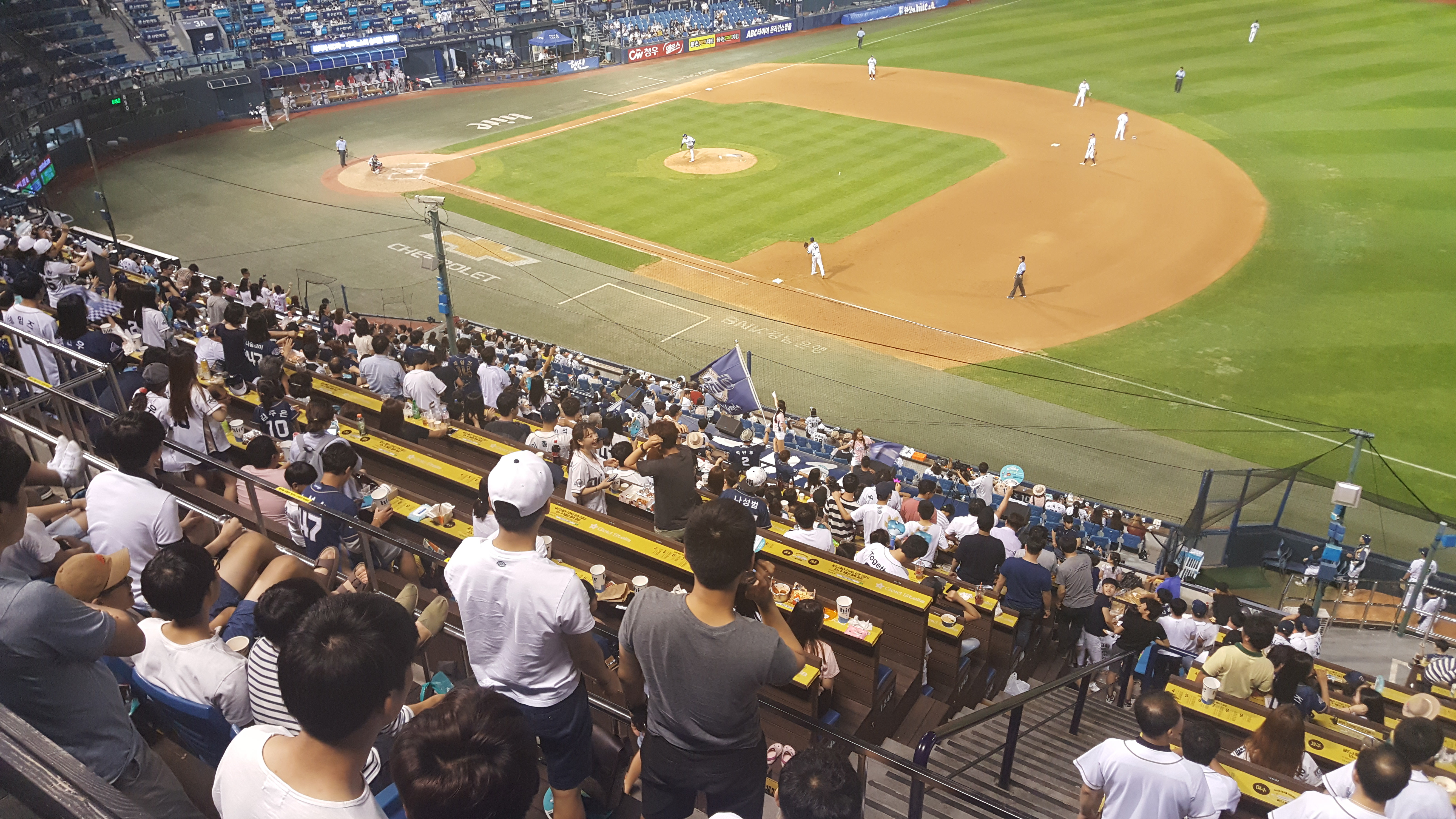
2016년 7월 21일 SK 와이번스 전 내야